# San Marino Calcio 2003-2004
Questa pagina raccoglie le informazioni riguardanti il San Marino Calcio nelle competizioni ufficiali della stagione 2003-2004.

## Rosa
| N. |                    | Ruolo | Calciatore          |
| -- | ------------------ | ----- | ------------------- |
|    | Italia (bandiera)  | C     | Alfredo Angeli      |
|    | Italia (bandiera)  | D     | Alessandro Battisti |
|    | Italia (bandiera)  | C     | Simone Berardi      |
|    | Italia (bandiera)  | C     | Nicolas Bizzocchi   |
|    | Italia (bandiera)  | C     | Alec Bolla          |
|    | Italia (bandiera)  | C     | Andrea Bracaletti   |
|    | Italia (bandiera)  | C     | Danilo Coppola      |
|    | Italia (bandiera)  | D     | Riccardo Cossu      |
|    | Italia (bandiera)  | C     | Vincenzo Esposito   |
|    | Francia (bandiera) | C     | Belel Es Sebri      |
|    | Italia (bandiera)  | D     | Simone Fortini      |
|    | Italia (bandiera)  | A     | Michele Garbuglia   |
|    | Italia (bandiera)  | C     | Marco Grossi        |

| N. |                       | Ruolo | Calciatore          |
| -- | --------------------- | ----- | ------------------- |
|    | Italia (bandiera)     | D     | Maurizio Lauro      |
|    | Italia (bandiera)     | A     | Luca Lugnan         |
|    | Francia (bandiera)    | A     | Thierry Luison      |
|    | Italia (bandiera)     | P     | Christian Mandrelli |
|    | Italia (bandiera)     | A     | Andrea Maniero      |
|    | Italia (bandiera)     | C     | Cristian Mauro      |
|    | Italia (bandiera)     | P     | Simone Montanari    |
|    | Italia (bandiera)     | C     | Alessandro Pagano   |
|    | Italia (bandiera)     | A     | Michele Pietranera  |
|    | Italia (bandiera)     | C     | Fausto Pizzi        |
|    | Italia (bandiera)     | C     | Gianluca Procopio   |
|    | Italia (bandiera)     | D     | Luca Suprani        |
|    | San Marino (bandiera) | A     | Matteo Valli        |